# Перешеечный
Перешеечный — посёлок в Егорьевском районе Алтайского края России. Входит в состав Лебяжинского сельсовета.

## География
Находится в юго-западной части края, в степной зоне, между озёрами Горькое и Горькое Перешеечное.
Климат
умеренный, континентальный. Средняя температура января составляет −12,5 °C, июля — +18,6 °C. Годовое количество осадков составляет 362 мм.

## История
Основан в 1918 году.
В 1928 г. Лебяжинский курорт состоял из 43 хозяйств. В составе Лебяжинского сельсовета Рубцовского района Рубцовского округа Сибирского края. В 1931 г. состоял из 114 хозяйств, в составе того же сельсовета Рубцовского района.

## Население
| 1926 | 1931 | 1997 | 1998 | 1999 | 2000 | 2001 | 2002 | 2003 |
| ---- | ---- | ---- | ---- | ---- | ---- | ---- | ---- | ---- |
| 122  | ↗218 | ↗780 | ↘769 | ↘707 | ↗743 | ↘725 | ↗834 | ↘751 |
| 2004 | 2005 | 2006 | 2007 | 2008 | 2009 | 2010 | 2011 | 2012 |
| ↗832 | ↘703 | ↘694 | →694 | ↘648 | ↘646 | ↘530 | ↗640 | ↘604 |
| 2013 |      |      |      |      |      |      |      |      |
| ↗639 |      |      |      |      |      |      |      |      |

Национальный состав
В 1928 году основное население — русские.
Согласно результатам переписи 2002 года, в национальной структуре населения русские составляли 94 % от 762 чел.

## Инфраструктура
Развито сельское хозяйство.
Социальные услуги жители получают в райцентре — селе Новоегорьевское, где действует средняя общеобразовательная школа, детский сад и др., а также в городе Рубцовск.

## Транспорт
Посёлок доступен автомобильным транспортом.
На северной окраине проходит автодорога регионального значения «Змеиногорск — Рубцовск — Волчиха — Михайловское — Кулунда — Бурла — граница Новосибирской области» (идентификационный номер 01 ОП РЗ 01К-03).
К курорту ведёт автодорога «подъезд к курорту „Лебяжье“» (идентификационный номер 01 ОП РЗ 01К-49) протяженностью 5,035 км